# Wilhelm Völker

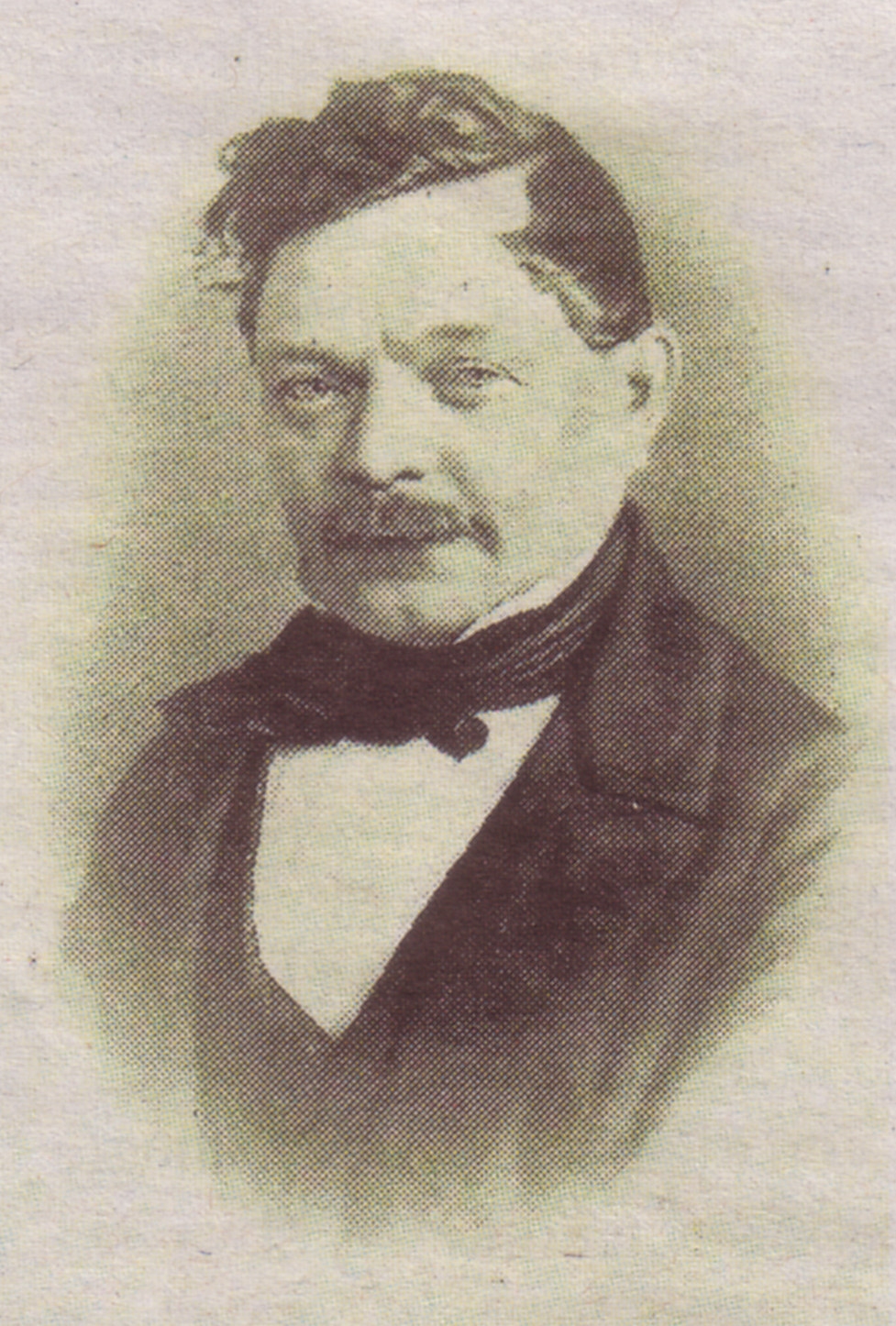
Johann Wilhelm Völker mit etwa 50 Jahren

Johann Wilhelm Völker (* 11. Dezember 1811 in Kleinheubach; † 18. Dezember 1873 in St. Gallen) war ein deutscher Maler des biedermeierlichen Realismus.

## Leben

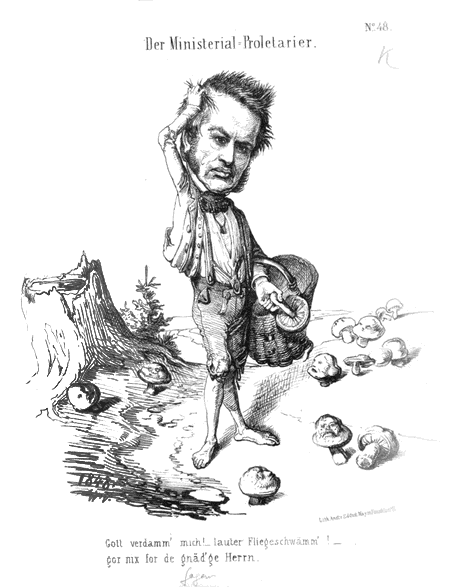
Karikatur Friedrich Christoph Dahlmanns von Völker

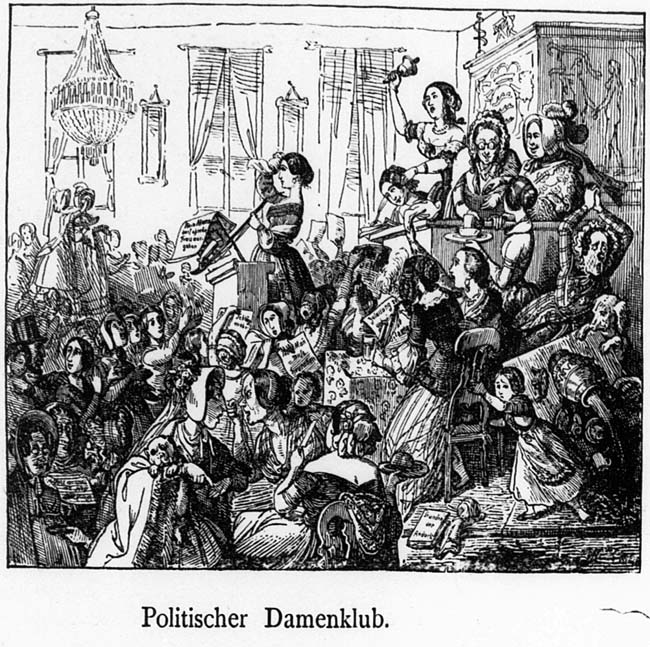
Karikatur Politischer Damenklub für den „Satyr“

Völkers Eltern waren die Wertheimerin Amalia Christina Wenneiß und der aus Rothenfels stammende Gallus August Völker, der Schreiber im Haus Löwenstein-Wertheim-Rosenberg war. Sie hatten zusammen sechs Kinder und wohnten nach ihrer Eheschließung zunächst in Wertheim, bevor sie – wie der Arbeitgeber des Vaters, Fürst Dominik Konstantin – nach Kleinheubach zogen. Dort wohnten sie im Haus des Bildhauers Nikolaus Laurentius Burger, wo auch Johann Wilhelm Völker auf die Welt kam. Er wurde am 16. Dezember 1811 nach protestantischem und am 31. Mai 1812 nach katholischem Ritus getauft. 1815 zog die Familie wieder nach Wertheim und wohnte dort in der Mühlenstraße 34. Hier starb im selben Jahr Völkers Mutter bei der Geburt ihres sechsten Kindes. Aus der zweiten Ehe des Vaters 1818 mit Apollonia Nebel gingen weitere zehn Kinder hervor.
Am 4. Januar 1845 wurde der Sohn Ernst August Andreas geboren, die Hochzeit mit der Mutter Monika Rosalie Christina Hüther erfolgte am 27. Oktober desselben Jahres in der Münchner Heilig-Geist-Kirche. Am 9. August 1846 folgten die Tochter Elisabeth, am 14. Februar 1848 der Sohn Wilhelm Karl Anton, am 11. Februar 1851 der Sohn Josef Anton und am 29. September 1852 die Tochter Karolina.

### Schule und Ausbildung
Völker besuchte ab Ostern 1823 das Gymnasium in der Kilianskapelle. Ihm wurde „verschiedenes Talent zu Zeichnen“ bescheinigt; sein Lehrer im Zeichnen war Johann Leonhardt Gottfried Faber (1788–1834). Im Anschluss an seine Schulzeit besuchte Völker ab September 1827 die polytechnische Schule in München; am 9. Oktober 1828 wurde er dann als Student im Kunstfach Historienmalerei an der Akademie der Bildenden Künste aufgenommen. Fürst Karl Thomas zu Löwenstein-Wertheim-Rosenberg und dessen Bruder Konstantin, der ebenfalls in München lebte, förderten seine Ausbildung, die 1834 endete, finanziell.

### Arbeit als Karikaturist
Da Völker keine königlichen Aufträge erhielt, gab er Privatunterricht im Zeichnen und wandte sich der Landschafts- und Genremalerei zu. Ab 1834 war er Mitglied im Münchner Kunstverein. Mit einer kurzen Unterbrechung gehörte er dem Verein bis 1847 an. In München gehörte er auch der Künstlergesellschaft Zum Stubbenvoll an, die sich in der gleichnamigen Künstlerkneipe traf und zu der unter anderem der Genremaler Karl von Enhuber und der Landschaftsmaler Christian Morgenstern gehörten. Dem Maler Friedrich Pecht zufolge ging es bei den Treffen oft sehr wild und lärmend zu. Völker illustrierte die 1844 erschienene Geschichte des großen Helden und Herzogen Heinrich des Löwen und seiner wunderbaren höchst gefährlichen Reise von Karl Simrock mit sieben Historien sowie dem Titelblatt. Als im April 1848 die Pressezensur kurzfristig aufgehoben wurde, ergaben sich für den Karikaturisten neue Möglichkeiten. Er reiste nach Frankfurt und fertigte dort über 30 Karikaturen von Abgeordneten und Szenerien der Paulskirche für den renommierten Bildverlag von Eduard Gustav May an. Seine Karikaturen, beispielsweise Politischer Damenclubb, wurden auch in der Zeitschrift Der Satyr veröffentlicht, während seine sachlicheren Arbeiten in der in Leipzig erscheinenden Illustrirten Zeitung erschienen. Nach dem Scheitern des Paulskirchenparlaments und der darauf folgenden neuen Pressebeschränkungen konnte er nicht mehr so viele Karikaturen wie zuvor veröffentlichen. Im Juni 1848 reiste er wieder nach München; im darauffolgenden Jahr zog er dann nach Kleinheubach. Am dortigen Hof arbeitete Völker als Zeichenlehrer und wendete sich in seiner Malerei verstärkt religiösen Motiven zu, was sich auch an etlichen Altarbildern zeigte. In dieser Zeit arbeitete Völker auch an seinem ersten Buch, Die Kunst der Malerei. Enthaltend das Landschaft-, Porträt-, Genre- und Historien-Fach nach rein künstlerischer, leicht fasslicher Methode, welches 1852 erschien.

### Zeichenlehrer
Wiederum in München legte Völker zur Jahreswende 1852/53 das Staatsdienstexamen zur Lehrbefähigung ab, wodurch es ihm möglich wurde, als Zeichenlehrer im Rang und Gehalt eines Professors in St. Gallen zu arbeiten, wohin die Familie im März 1853 zog. Neben seiner Arbeit am Gymnasium bzw. später der Kantonsschule schrieb er an seinem zweiten kunsttheoretischen Werk, Analyse und Symbolik. Hypothesen aus der Formenwelt, welches 1861 erschien. 1865  veröffentlichte er dann Das Freihandzeichnen nach geometrischen Körpern und Gypsmodellen.

„Nicht zum besten stand es mit der Disziplin auch bei dem Zeichnungslehrer Wilhelm Völker, einer der eigentümlichsten Gestalten in unserer Schulgeschichte. Sein unmethodischer Unterricht, seine einseitige Förderung begabter Zeichner, sein aufbrausendes Temperament und seine im Zorn sich komisch überstürzende Gewaltsamkeit reizte die Schüler zum Widerspruch und zu absichtlicher Heraufbeschwörung von Szenen, die erheiternden Wechsel in das Einerlei des Tages brachten. Aber daneben war Völker ein wirklicher Künstler und ein Philosoph, der den ihm näher tretenden gereifteren Zöglingen eine Fülle von Anregungen gab.“

Völker verstarb mit 62 Jahren an einem Herzinfarkt. Das Schicksal seiner Familie, die mittellos zurückblieb, führte zur Gründung der selbstständigen Witwen-, Waisen- und Alterskasse der Kantonsschullehrer.
Der Kunstverein in Carlsruhe hatte laut Nagler vor 1850 das Bild Überfuhr bei nahendem Unwetter gekauft.

## Werke (Auswahl)

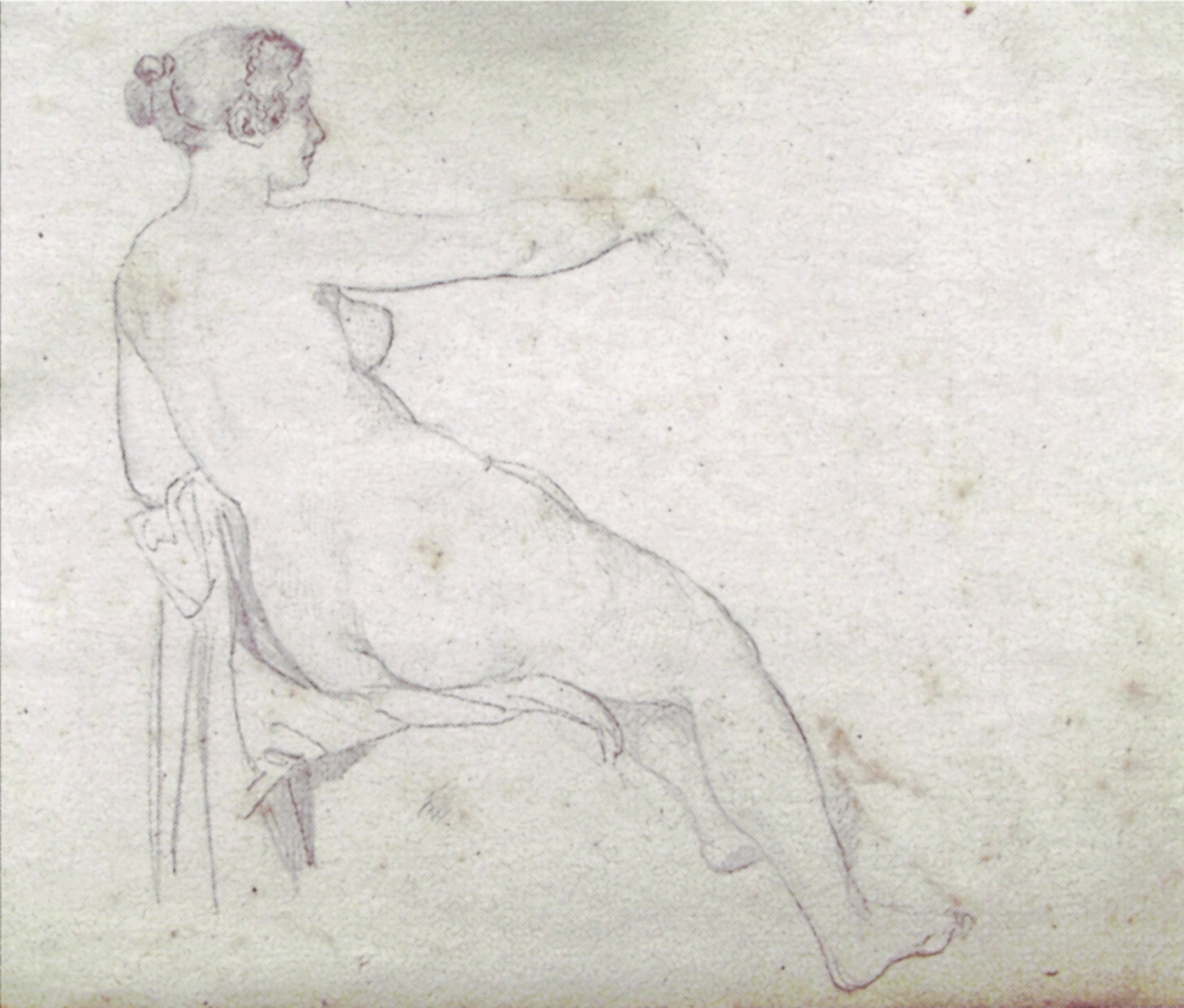
Weiblicher Akt aus Völkers Skizzenbuch
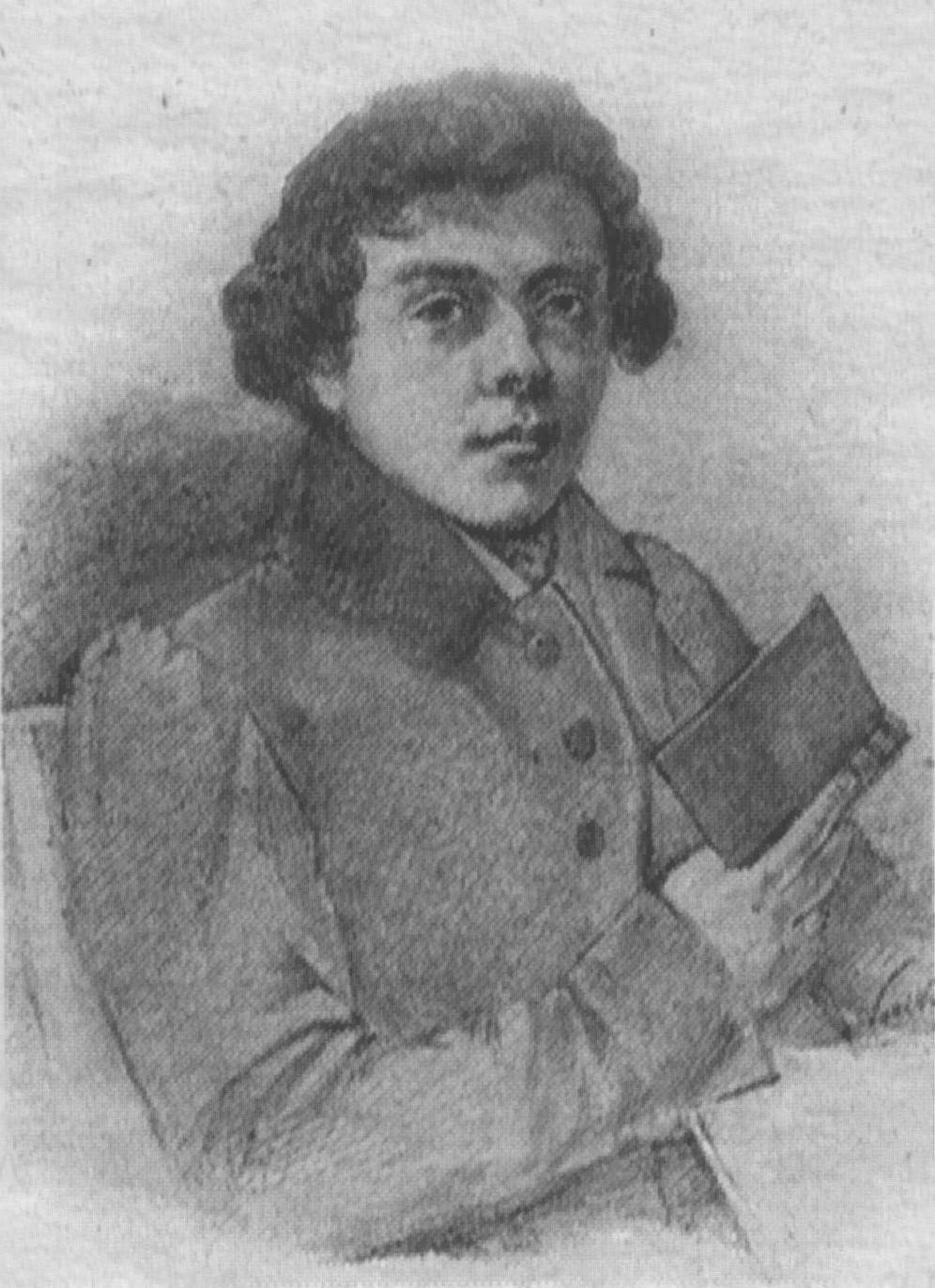
Porträt des Wertheimer Chronisten Andreas Fries (ca. 1830)
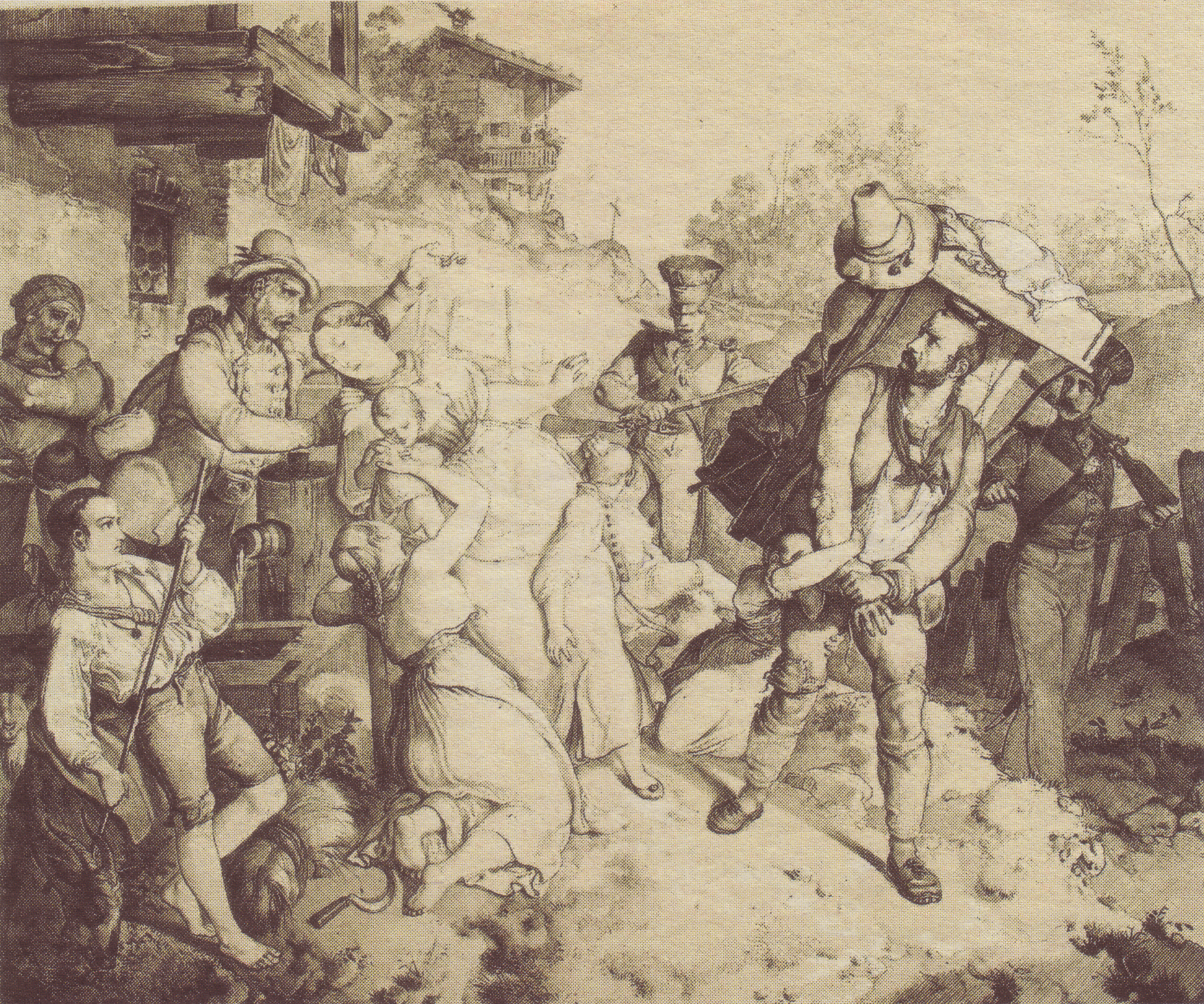
Gefängliche Abführung eines Schleichhändlers Angesichts seiner Familie (Lithographie, 1841)
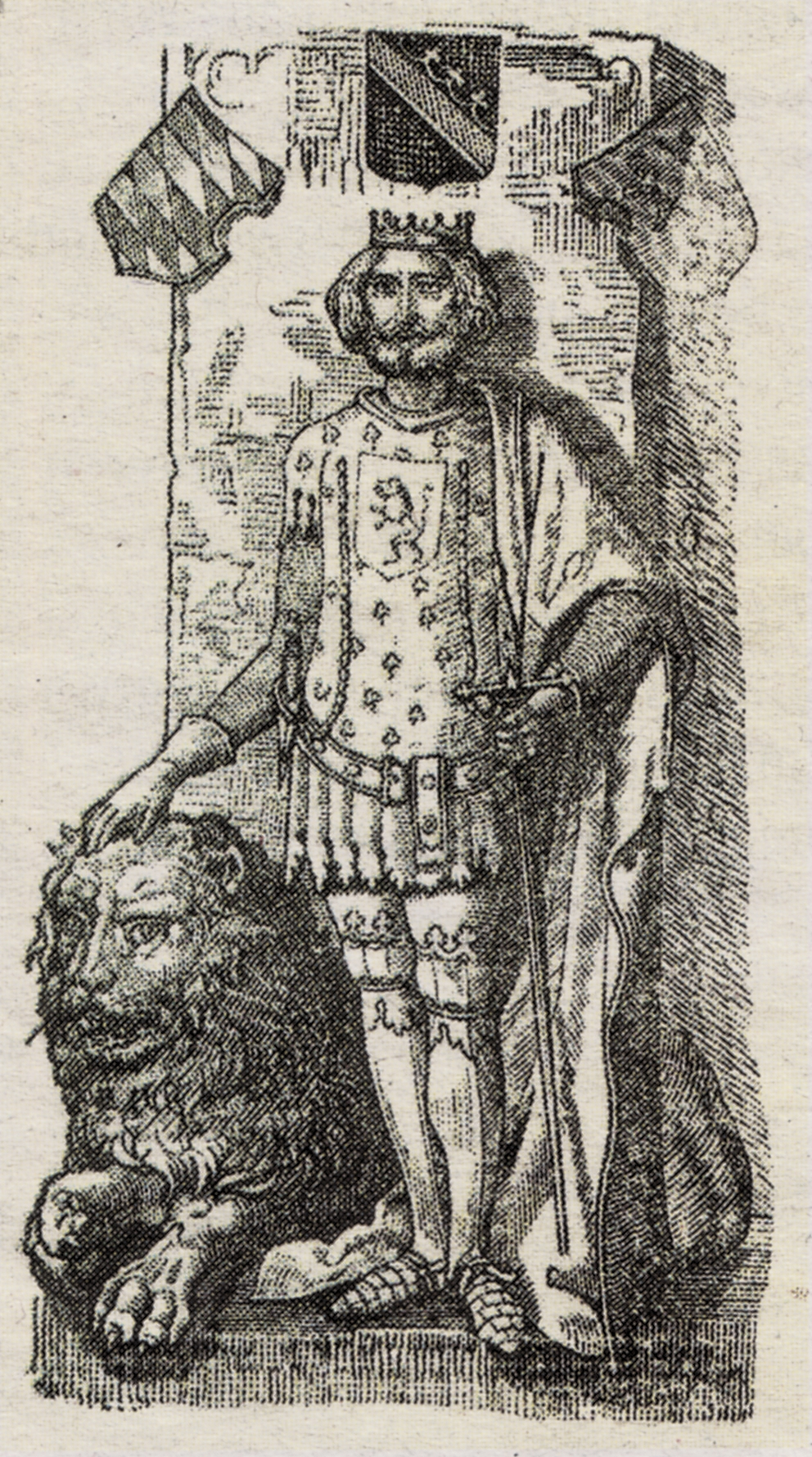
Von Völker gestaltetes Titelblatt des Werkes von Karl Simrock (1844)
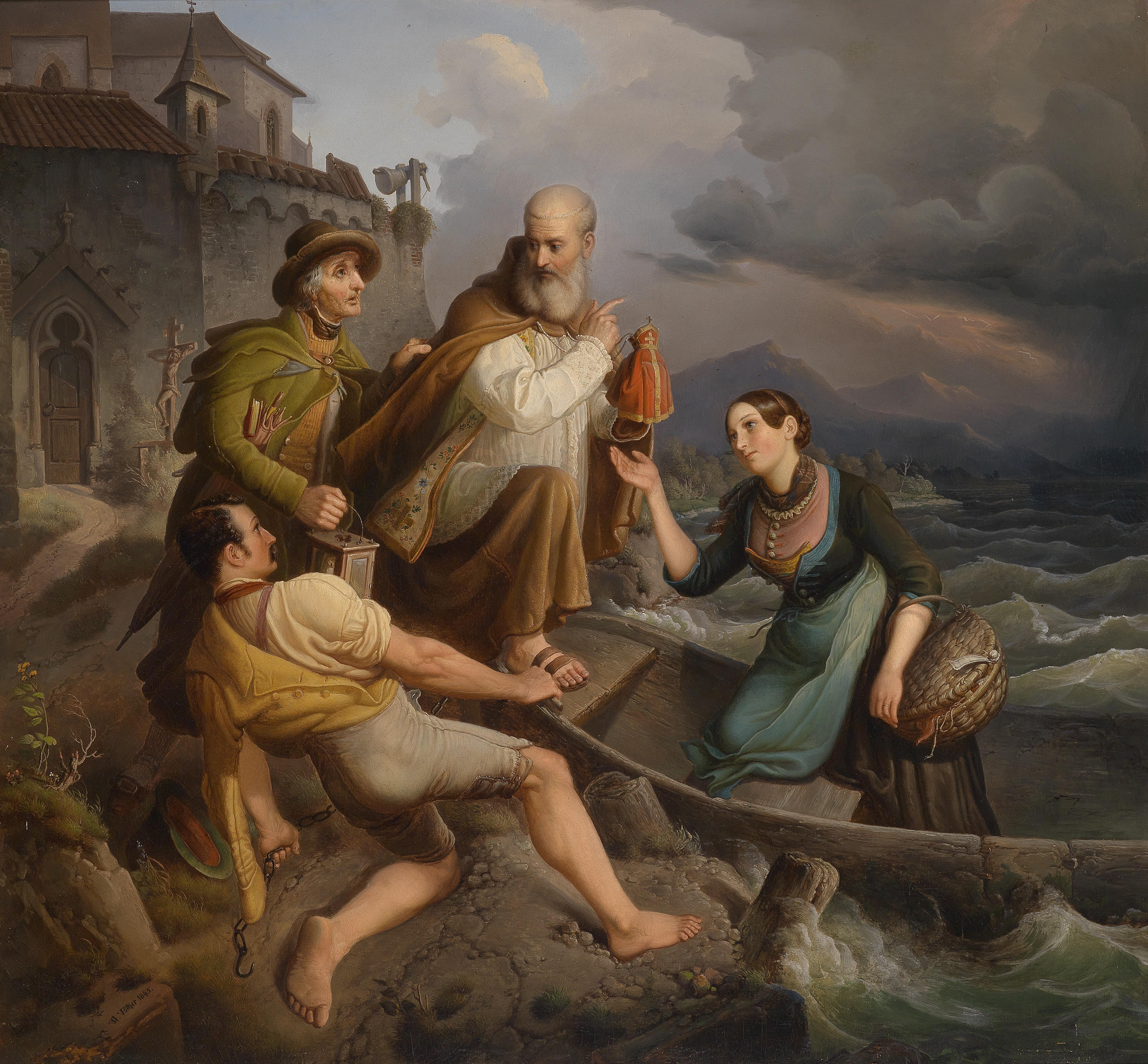
Überfuhr bei nahendem Unwetter. (Ölgemälde, 1845)
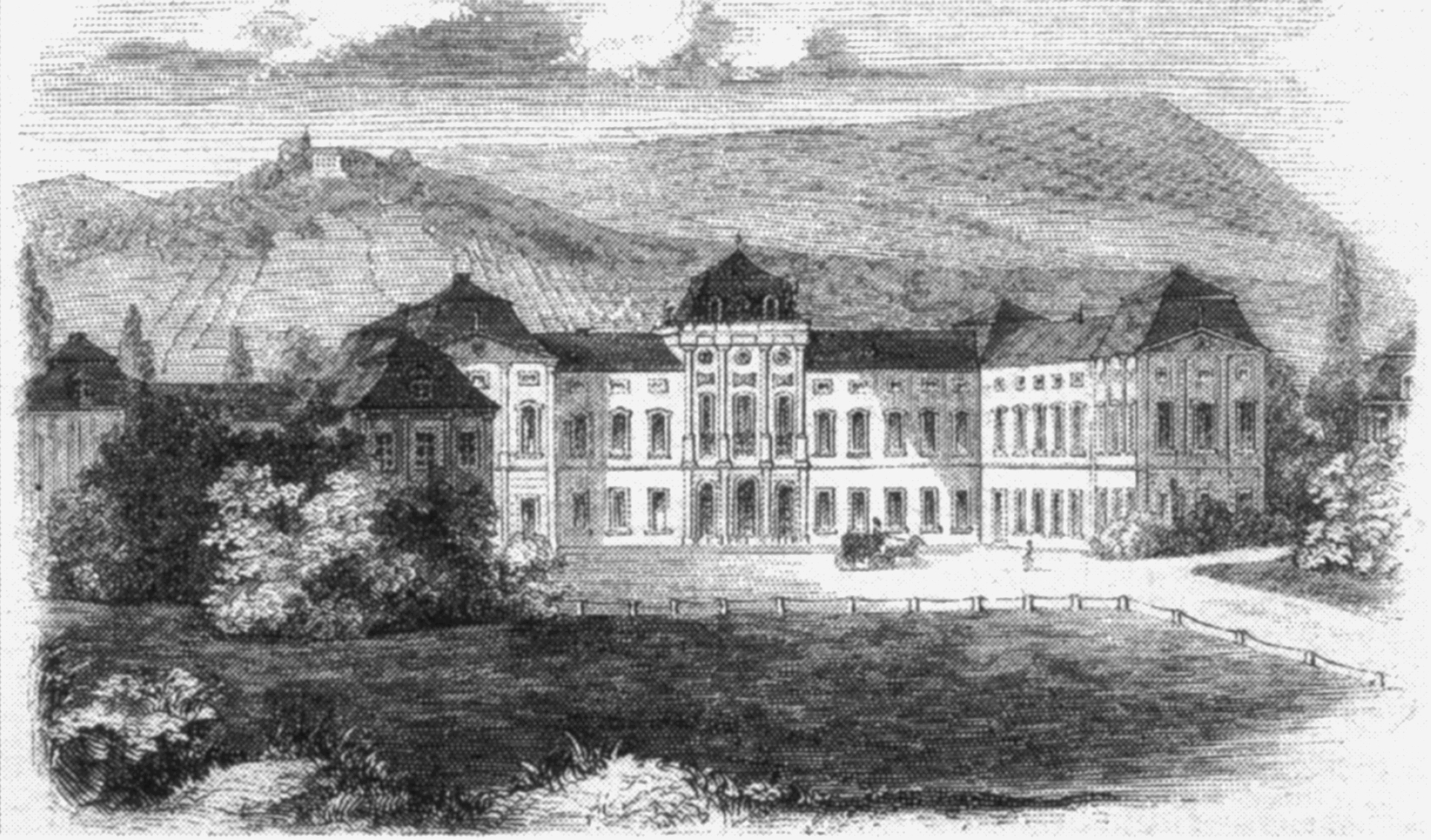
Schloss Löwenstein in Kleinheubach (1851)
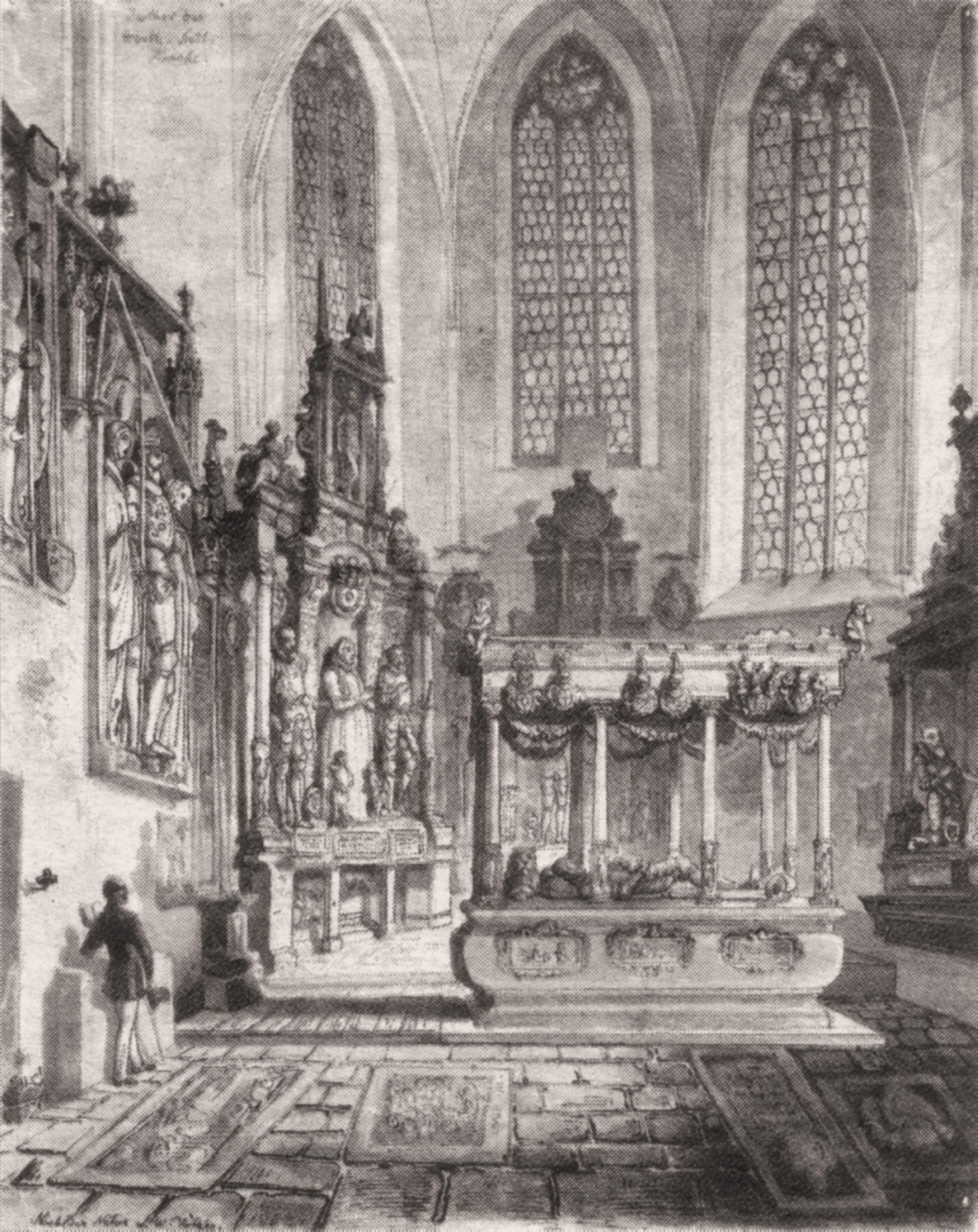
Chorraum der Stiftskirche Wertheim (Aquarell, 1852)
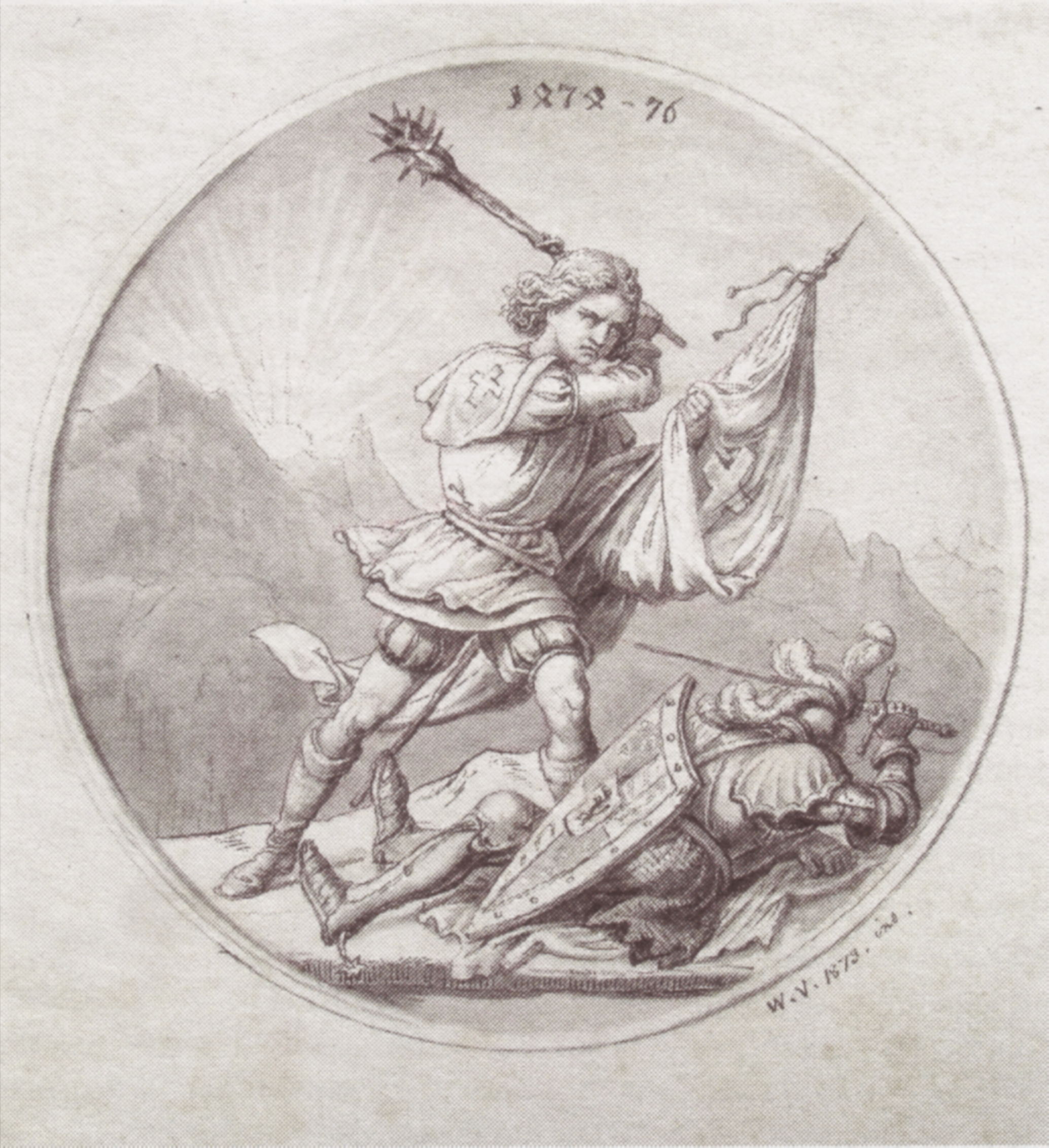
Schlachtszene: Ein Eidgenosse schlägt mit einem Morgenstern auf einen Soldaten aus dem Heer Karls des Kühnen ein (Aquarell, 1873)

- Abendfrieden (im Bestand des Grafschaftsmuseums Wertheim)
- Die Ermordung des Fürsten Lichnowsky und des Generals von Auerswald zu Frankfurt a. M. am 18. September 1848
- Altarbilder des hl. Venantius und der Muttergottes in der St.-Venantius-Kirche in Wertheim (1852)
- Kreuzabnahme (1871, Palais des St. Gallener Bischofs)

## Schriften
- Die Kunst der Malerei. Enthaltend das Landschaft-, Porträt-, Genre- und Historien-Fach nach rein künstlerischer, leicht fasslicher Methode. Rudolf Weigel, Leipzig 1852
- Analyse und Symbolik. Hypothesen aus der Formenwelt. Leipzig 1861.
- Das Freihandzeichnen nach geometrischen Körpern und Gypsmodellen. 1865.